# Danko Lazović
Danko Lazović (*Kragujevac, Serbia, 17 de mayo de 1983) es un exfutbolista serbio. Jugaba como delantero y su primer equipo fue el Partizán de Belgrado. Su último equipo fue el MOL Vidi FC, retirándose en septiembre de 2018.

## Selección nacional
Ha sido internacional con la selección de fútbol de Serbia, donde ha jugado 47 partidos internacionales y ha anotado 11 goles.

### Participaciones en Copas del Mundo
| Mundial                        | Sede      | Resultado    |
| ------------------------------ | --------- | ------------ |
| Copa Mundial de Fútbol de 2010 | Sudáfrica | Primera fase |

## Clubes
| Club                          | País         | Año       | Partidos | Goles |
| ----------------------------- | ------------ | --------- | -------- | ----- |
| Partizán de Belgrado          | Serbia       | 2000-2003 | 69       | 24    |
| F. K. Teleoptik (cedido)      | Serbia       | 2000-2001 | 23       | 7     |
| Feyenoord                     | Países Bajos | 2003-2006 | 51       | 10    |
| Bayer Leverkusen (cedido)     | Alemania     | 2005      | 11       | 3     |
| Partizan de Belgrado (cedido) | Serbia       | 2006      | 11       | 5     |
| Vitesse                       | Países Bajos | 2006-2007 | 39       | 22    |
| PSV Eindhoven                 | Países Bajos | 2007-2010 | 114      | 33    |
| Zenit San Petersburgo         | Rusia        | 2010-2014 | 77       | 21    |
| FC Rostov (cedido)            | Rusia        | 2013      | 13       | 2     |
| Partizan de Belgrado          | Serbia       | 2014-2015 | 38       | 18    |
| Beijing Baxy F.C.             | China        | 2015-2016 | 31       | 15    |
| NK Olimpija Ljubljana         | Eslovenia    | 2016      | 0        | 0     |
| Videoton FC                   | Hungría      | 2016-2018 | 80       | 29    |